# Collier
Pour les articles homonymes, voir Collier (homonymie).

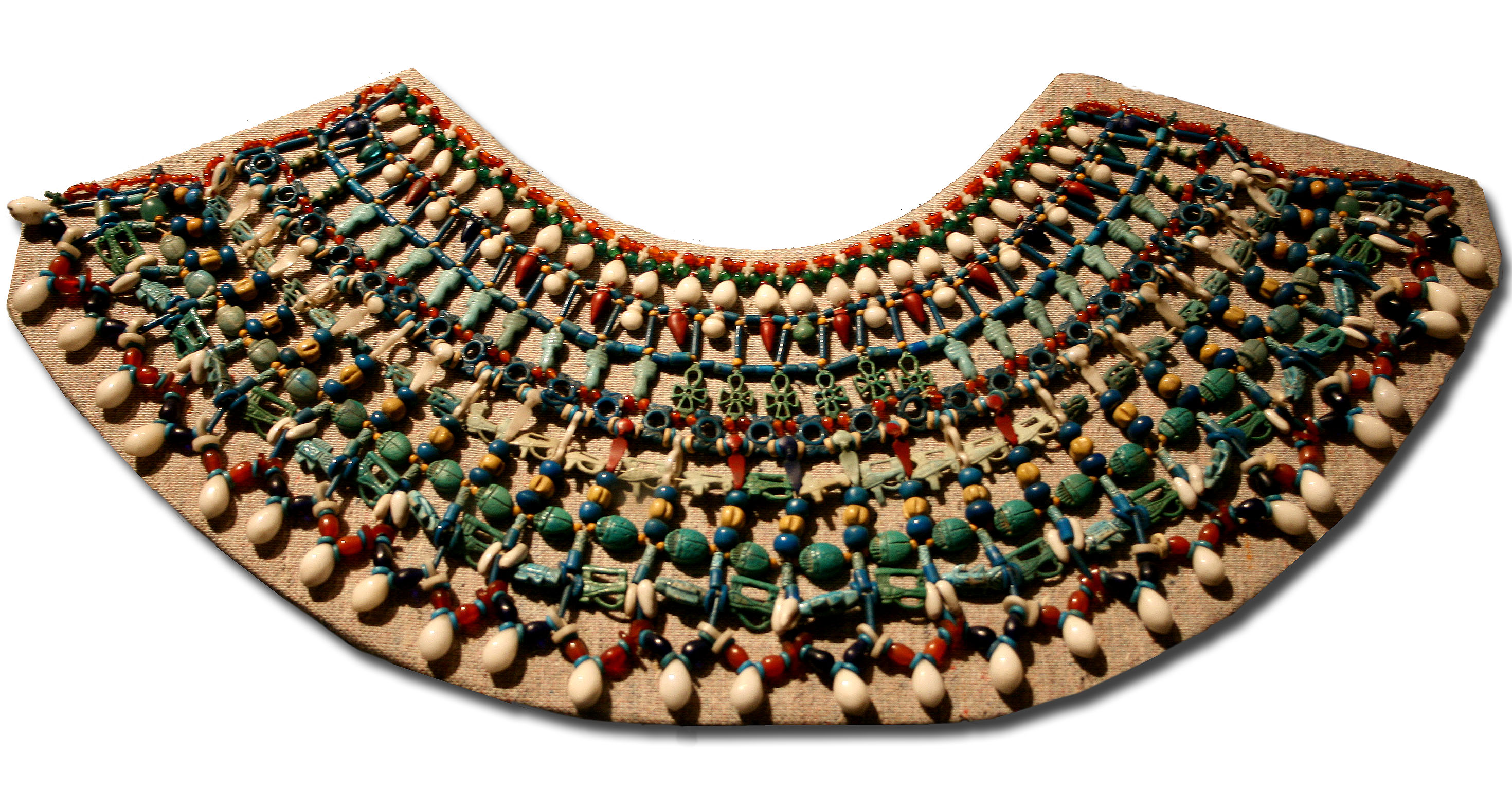
Collier égyptien.

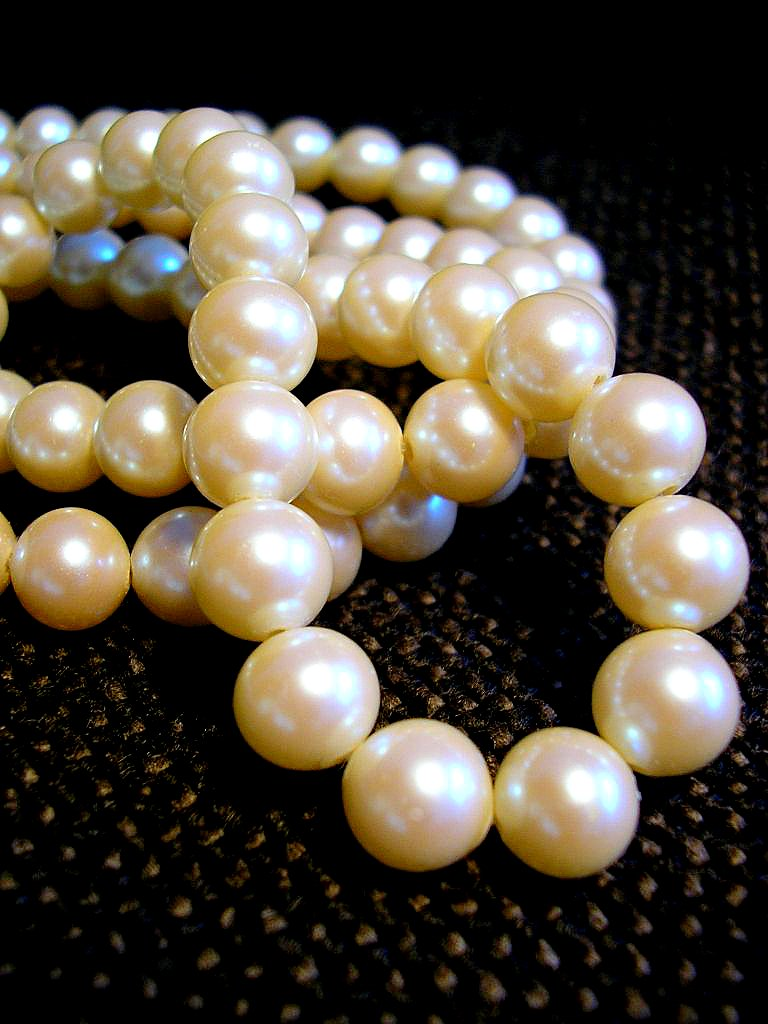
Détail d'un collier de perles.

Un collier est un type de bijou ou de vêtement porté autour du cou.
Les colliers sont habituellement constitués d'une chaîne de métal, souvent précieux, qui peut ou non servir de support à des éléments décoratifs (enfilés comme des perles, en pendentif, etc.). On utilise en général des pierres précieuses ou semi-précieuses, les gemmes, du bois, du cuir, des coquillages, etc.

## Étymologie
Du latin classique collare, collier.

## Types de colliers

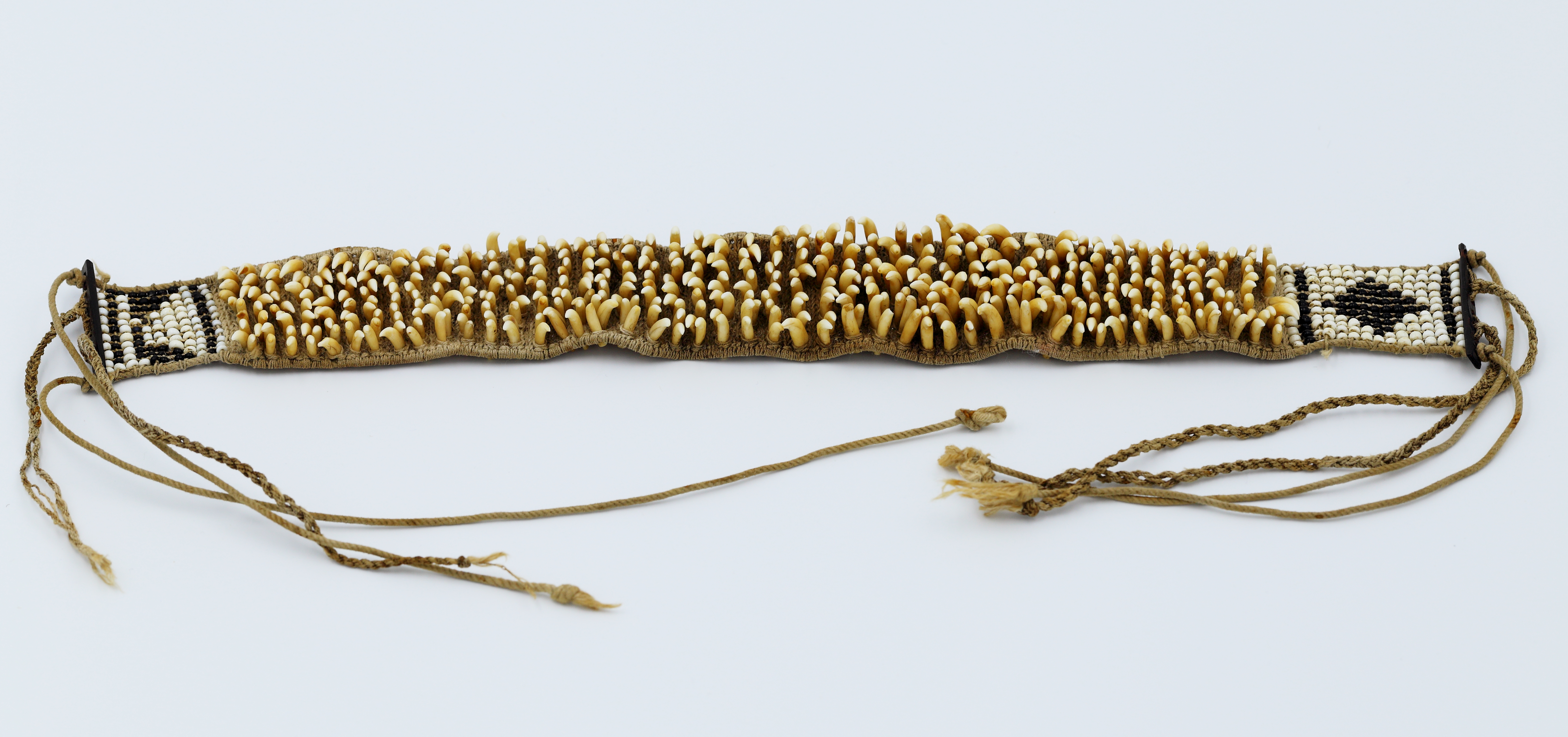
Collier pour hommes et femmes en contexte rituel chez les Lau (communauté). Fait de coquillage : bénitier; émail, fibres végétales; écaille de tortue, fibres synthétiques. Hauteur : 3,6 cm ; Largeur : 76,0 cm.

Il existe différents types de colliers selon leur longueur :
- le collier ras du cou d'environ 38 cm
- le collier uniforme (ou Choker) d'environ 40 cm
- le collier princesse d'environ 45 cm
- le sautoir (aussi collier matinée) d'environ 55 cm
- le collier opéra d'environ 65-70 cm
- le collier long d'environ 90 cm

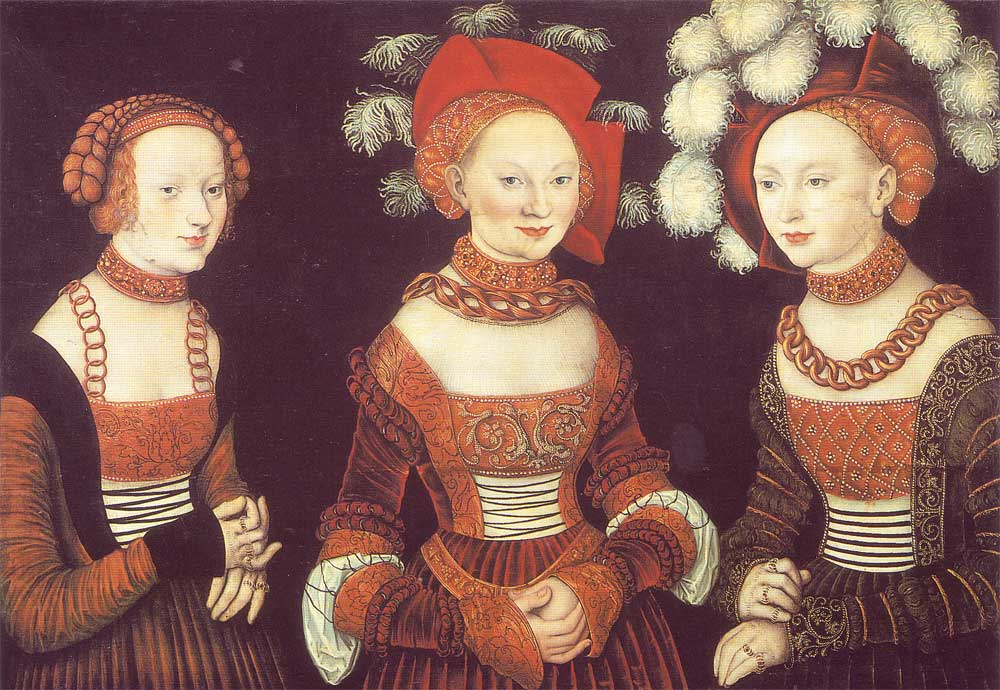
Femmes portant des carcans ou carcanets (ras du cou), XVIe siècle.
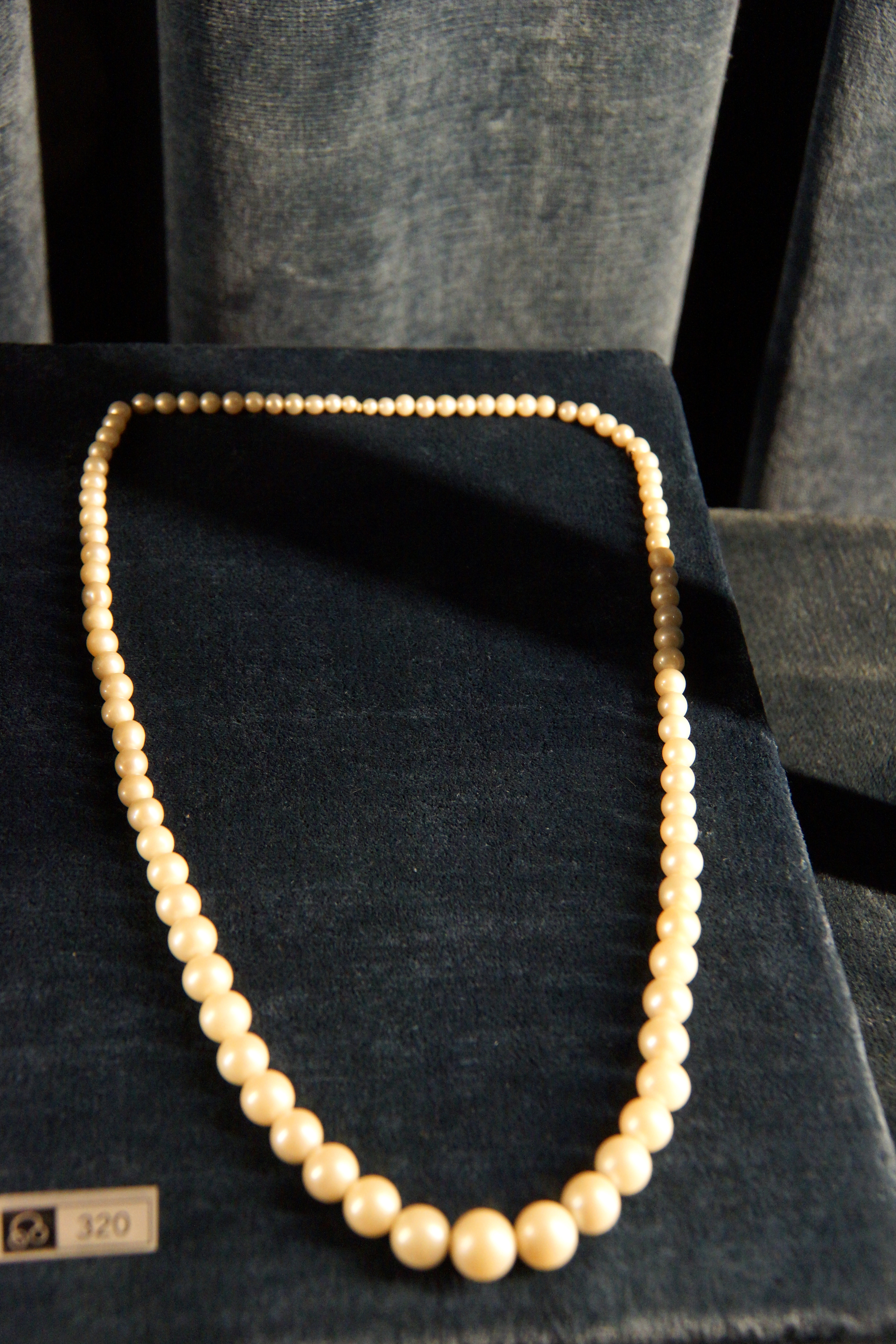
Collier en chute.
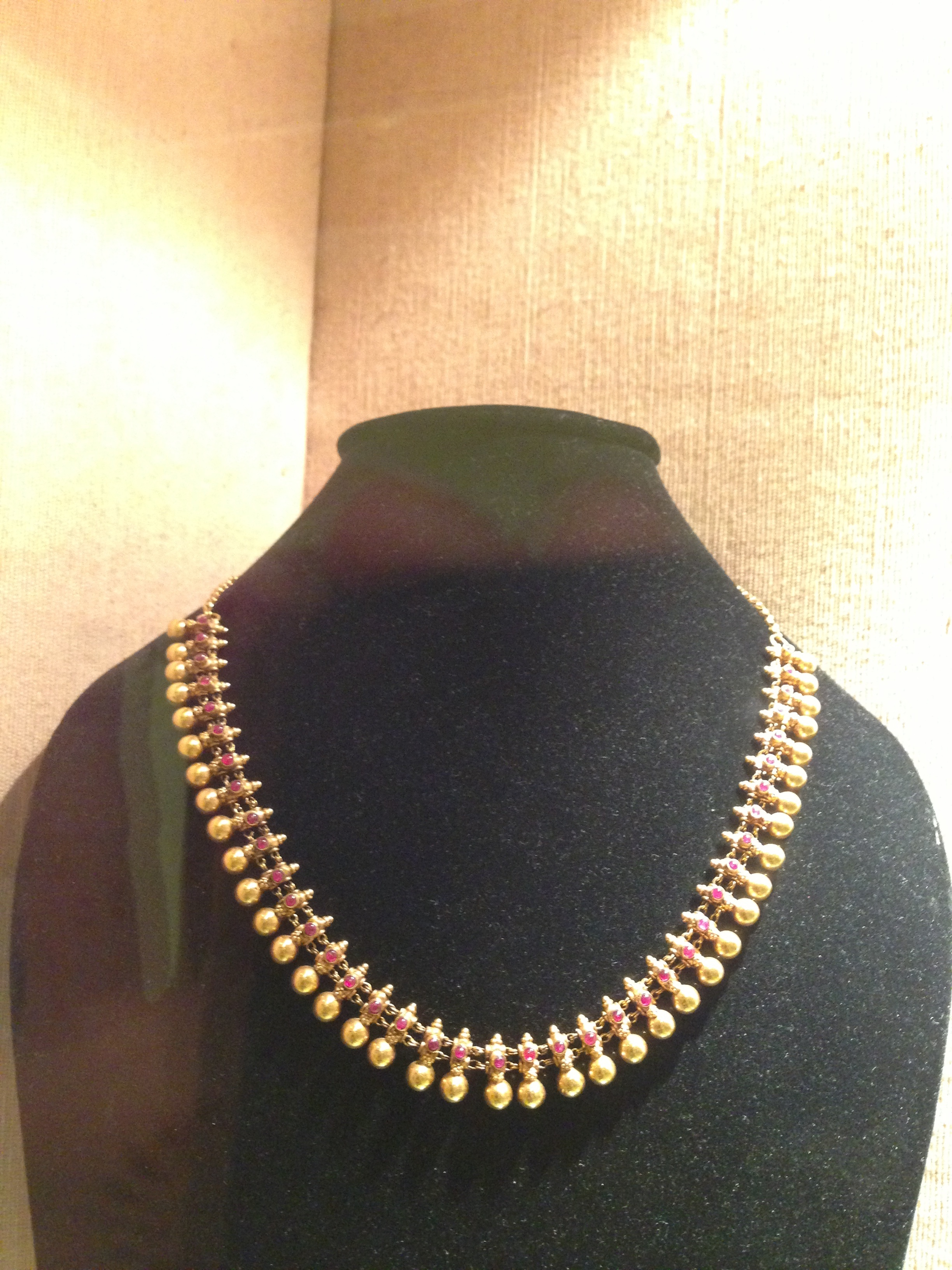
Collier à pampilles.

## Support d’ornement symbolique
Le collier est l'un des bijoux utilisés pour porter un symbole afin affirmer l'appartenance à une communauté de croyance ou à une superstition :
- crucifix
- main de Fatima
- Bouddha

En revanche, la chevalière est traditionnellement réservée aux armoiries d'une famille.

## Utilitaire

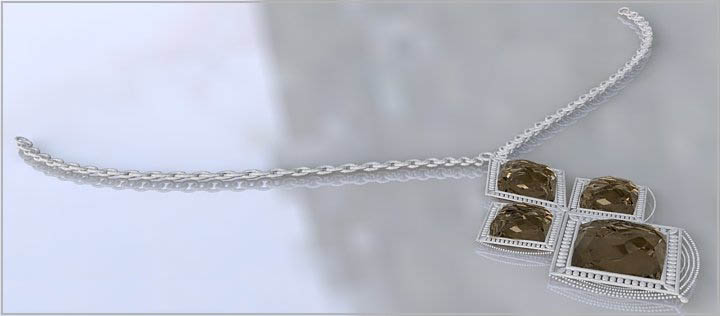
Collier normal.

Le collier est un élément d’attelage du cheval : le collier d'épaule a remplacé le collier de cou.

## Collier africain
- Collier sénégalais

Le collier est un objet d'art au Sénégal fabriqué par les artisans locaux, dont beaucoup de femmes, comme accessoire. Il est généralement fabriqué avec du wax ou d'autres matériaux, locaux ou parfois importés.

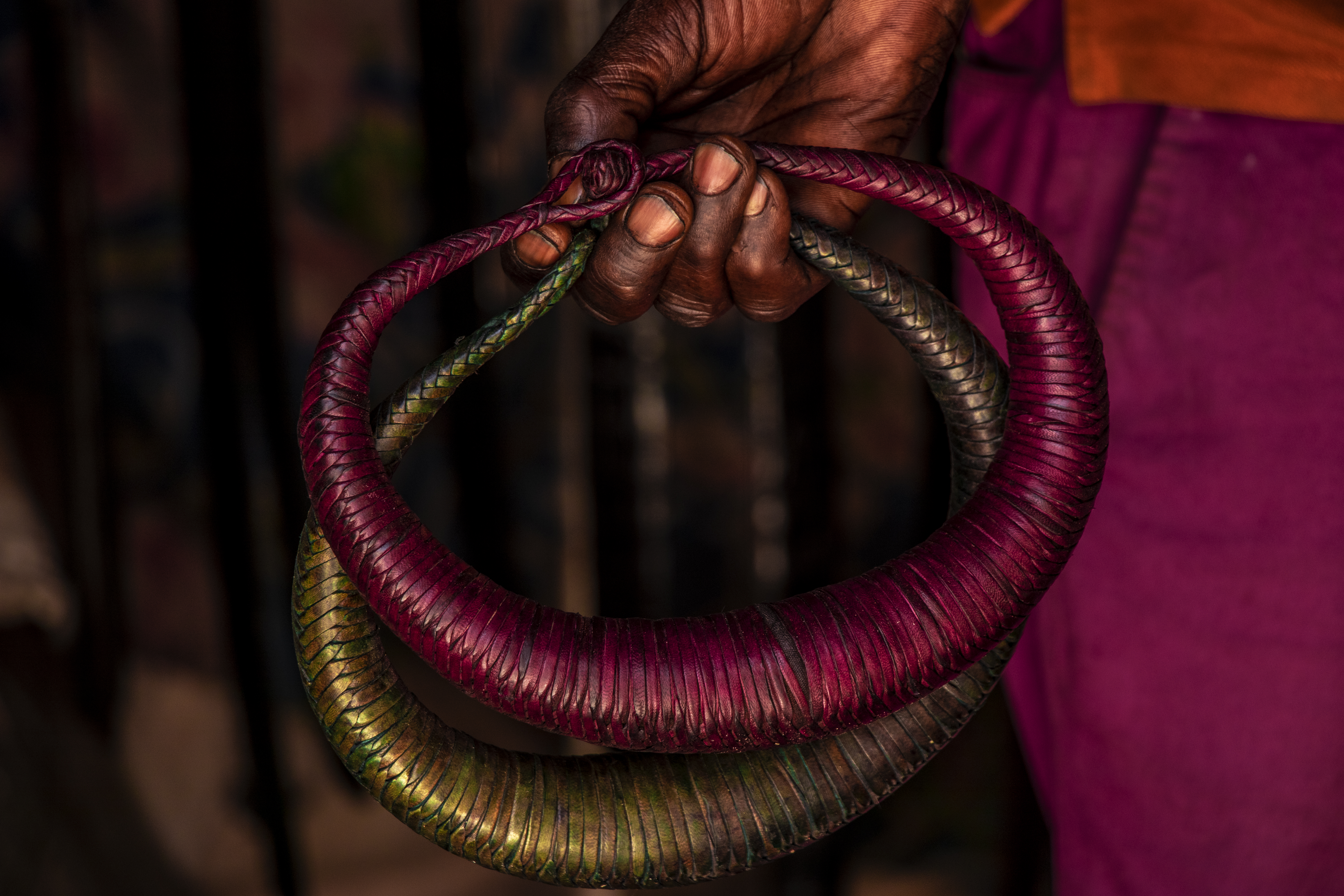
Collier d'un Baye Fall, fabriqué avec du cuir au Sénégal.
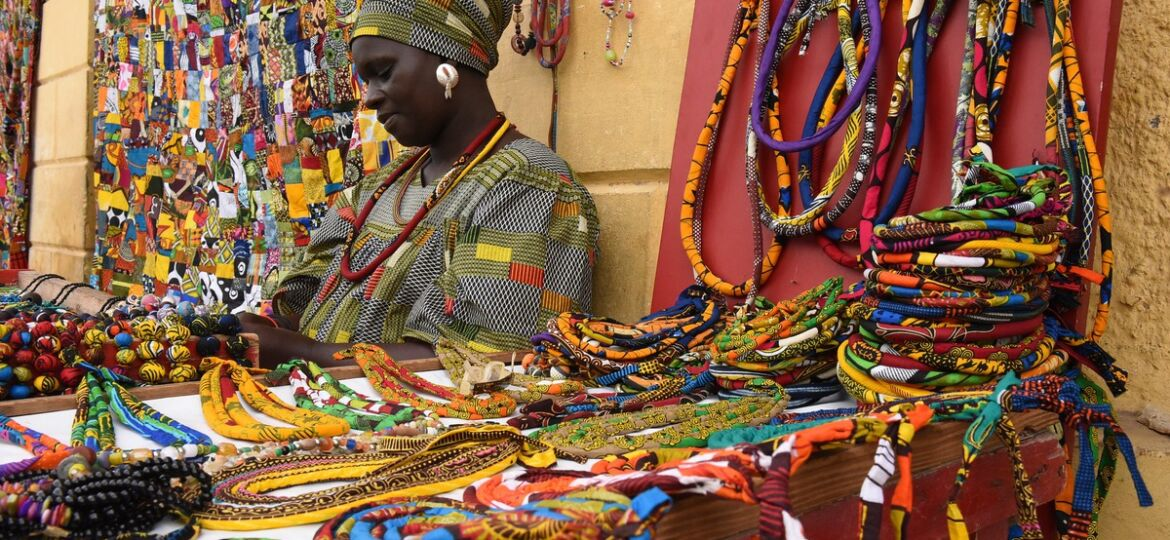
Des colliers en wax.
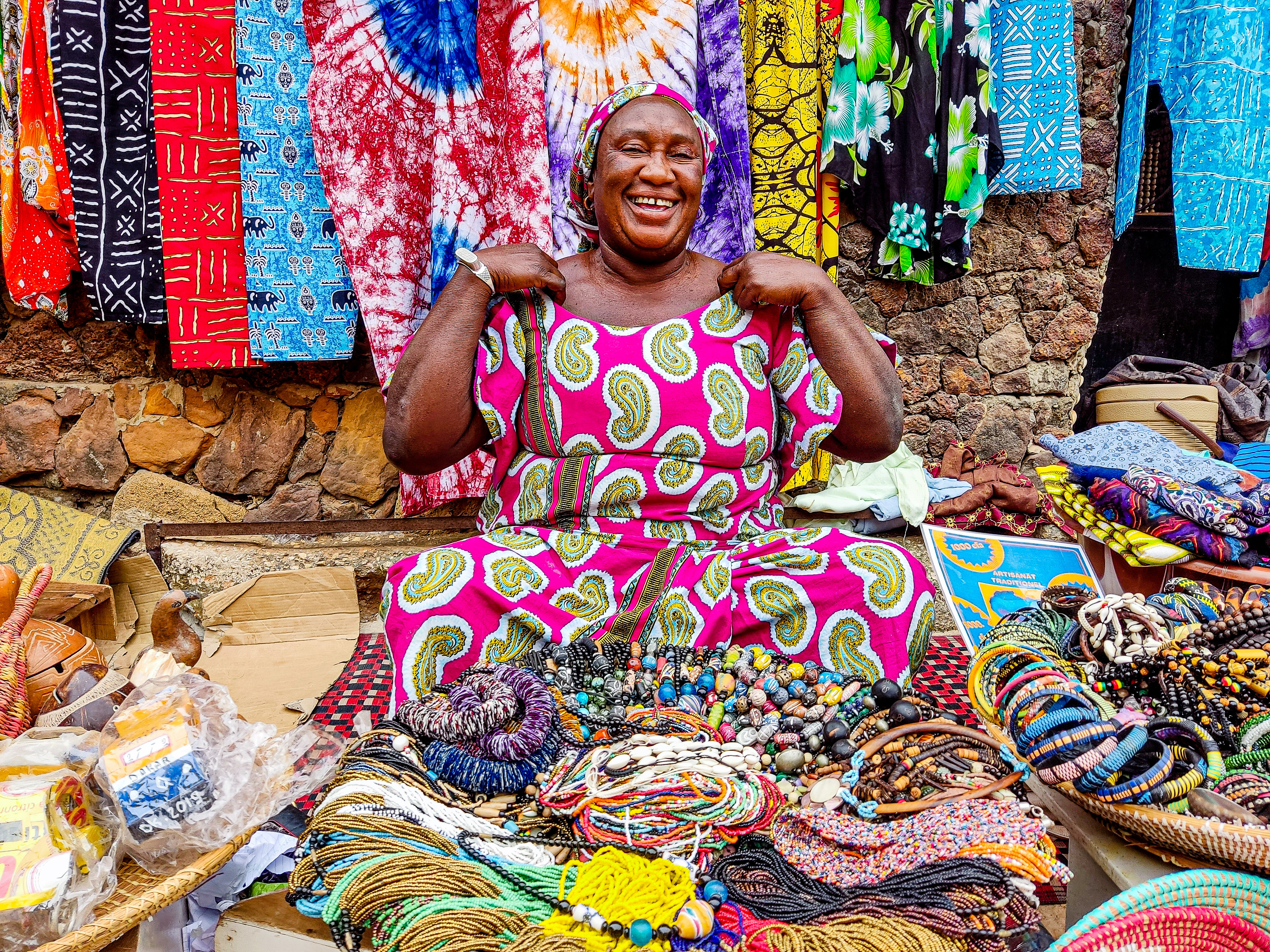
Créatrice de bijoux artisanaux.

## Expressions avec le mot collier
- Collier de misère : travail pénible
- Donner le coup de collier : fournir un travail intense pendant un délai court
- Franc du collier : se dit de quelqu'un d'honnête et de franc
- Prendre ou reprendre le collier : se mettre ou se remettre au travail